# Chiesa riformata di Cresta
La chiesa riformata di Cresta (in tedesco Reformierte Kirche Cresta) è un luogo di culto evangelico situato a Cresta, frazione del comune svizzero di Ferrera nel Canton Grigioni (regione Viamala).

## Storia
La costruzione nella sua struttura originaria risale al 1200 circa e si tratta della più antica chiesa filiale della Val Ferrera; la chiesa è stata ristrutturata nel 1997.

## Descrizione
All'interno si trovano un armonium e, nel mezzo dell'abside del coro, un fonte battesimale utilizzato anche come altare; sulla parete sinistra è riportata una citazione della Lettera di Giacomo (Gc 4, 8) in romancio:
(Lettera di Giacomo 4, 8)
La campana che si trova all'interno del campanile, azionabile a mano, risale al 1486.